# Andreas Ascharin
Andreas Ascharin (en ruso, Андрей Александрович Ашарин/Andrei Alexandrowitsch Ascharin ( 24 de junio de 1843, Pärnu, Livonia, Alemania – 24 de diciembre de 1896, Riga, Letonia) fue un Maestro Internacional de ajedrez alemán.

## Biografía
Ascharin, de padre ruso y madre alemana, asistió a la escuela secundaria en Tartu, estudió en la Universidad de Tartu, de acuerdo con otros datos desde 1865 hasta 1874, terminó Matemáticas primero y luego Derecho. Entre 1875 y 1879 vivió en la capital rusa y escribió como periodista para el diario St. Petersburg y el St. Petersburgo Herald. En 1879 se trasladó a Riga, donde fue profesor de alemán en el Alexander High School y Lomonosov. En el tiempo que permaneció Ascharin realizó una labor periodística versátil.

## Experiencia en Ajedrez
Durante su estancia en San Petersburgo, participó en varios torneos. En 1876 ganó el primer campeonato ruso contra Mikhail Chigorin y Emanuel Schiffers. Contra Friedrich Amelung en 1877 perdió 4:5 (-4 +3 = 2). En el torneo de San Petersburgo de 1879, quedó en sexto lugar. En Riga supervisó las columnas de ajedrez en el diario de Riga y en el periódico Dvina. También fue Presidente del Club de Ajedrez de Riga. Dos años antes de su muerte publicó bajo el título Schach-Humoresken, uno de los primeros libros sobre el humor y el ajedrez, que también incluye recuerdos de Chigorin o su amigo Amelung.

## Obras (selección)
- Gedichte; Riga 1878
- Russischer Novellenschatz, 2 Bände; Mitau 1879–1880
- Nordische Klänge. Russische Dichtungen in deutschen Übertragungen; Riga 1894
- Schach-Humoresken; Riga 1894